# やまだかつてないCD
『やまだかつてないCD』（やまだかつてないシーディー）は、フジテレビ系『邦ちゃんのやまだかつてないテレビ』からリリースされたオムニバス・アルバム。当アルバムのカセットテープ版として『やまだかつてないCASSETTE』（やまだかつてないカセット）も同時発売された。ジャケットおよびCDは、スイカをイメージしたデザインとなっている。

## 解説
CD2枚組（カセット2本組）となっており、2枚目はオフヴォーカル。先着特典にはKAN「愛は勝つ」を替え歌した「愛はチキンカツ」の歌詞カードが貰えた。現在、本CDは発売日以降一度も再発売がされていないが、配信されている（但し他社から音源を借りてきた「愛は勝つ」「ZUTTO」の2曲は『やまだかつてないCD』としては配信されていない）。オリコンチャートでは2週間連続で1位を獲得した。

## 収録曲
Disc1「やまだかつてないCD」
1. 愛は勝つ/KAN
作詞・作曲：KAN
編曲：小林信吾・KAN
2. 神様が降りて来る夜/川村かおり
作詞・作曲・編曲：高橋研
3. さよならだけどさよならじゃない/やまだかつてないWink
作詞：山田邦子
作曲：KAN
編曲：小林信吾
4. ZUTTO/永井真理子
作詞：亜伊林
作曲：藤井宏一
編曲：根岸貴幸
5. 翼をください/川村かおり
作詞：山上路夫
作曲：村井邦彦
編曲：高橋研
6. “T”intersection〜あなたに戻れない〜/やまだかつてないWink
作詞：山田邦子
作曲：MALTA
編曲：船山基紀
7. 涙のスイカ日記（夏ヴァージョン）/山田邦子
作詞・作曲：山田邦子
編曲：桜井鉄太郎
8. クリスマス クリスマス/やまだかつてないWink
作詞・作曲：大江千里
編曲：清水信之

Disc2「やまだかつてないCDカラオケ」
1. 愛は勝つ
2. 神様が降りて来る夜
3. さよならだけどさよならじゃない
4. ZUTTO
5. 翼をください
6. “T”intersection〜あなたに戻れない〜
7. 涙のスイカ日記（夏ヴァージョン）
8. クリスマス クリスマス